# پایگاه هوایی پراودینسک
 پایگاه هوایی پراودینسک (به انگلیسی: Pravdinsk (air base)) یک فرودگاه نظامی است که یک باند فرود آسفالت دارد و طول باند آن ۲۵۰۰ متر است. این فرودگاه در شهر  بالاخنا کشور روسیه قرار دارد و در ارتفاع ۷۷ متری از سطح دریا واقع شده است.